# Замок Ланьозу
Замок Ланьозу (порт. Castelo de Lanhoso) — средневековый замок во фрегезии Повуа-ди-Ланьозу поселка Повуа-ди-Ланьозу округа Брага Португалии. Несмотря на значительные разрушения, замок является одной из самых внушительных португальских крепостей, которую ежегодно посещает около 100 000 туристов. Согласно легенде, в замке дважды находила приют графиня Тереза де Леон, мать Афонсу Энрикеша (1112—1185).

## История
Заселение данного региона относится к периоду энеолита, о чём свидетельствует недавние археологические исследования. После римского вторжения на Пиренейский полуостров здесь был возведен форт для защиты дороги, соединяющей Бракару (ныне Брага), Аква Флавию (Шавеш) и Асторгу.
Между X и XI веками старый римский форт был разрушен практически до основания. Архиепископ Браги Педру (1071—1091), чтобы обезопасить город от вторжений мусульман, инициировал строительство замка и крепостной стены в селении Повуа-ди-Ланьозу.

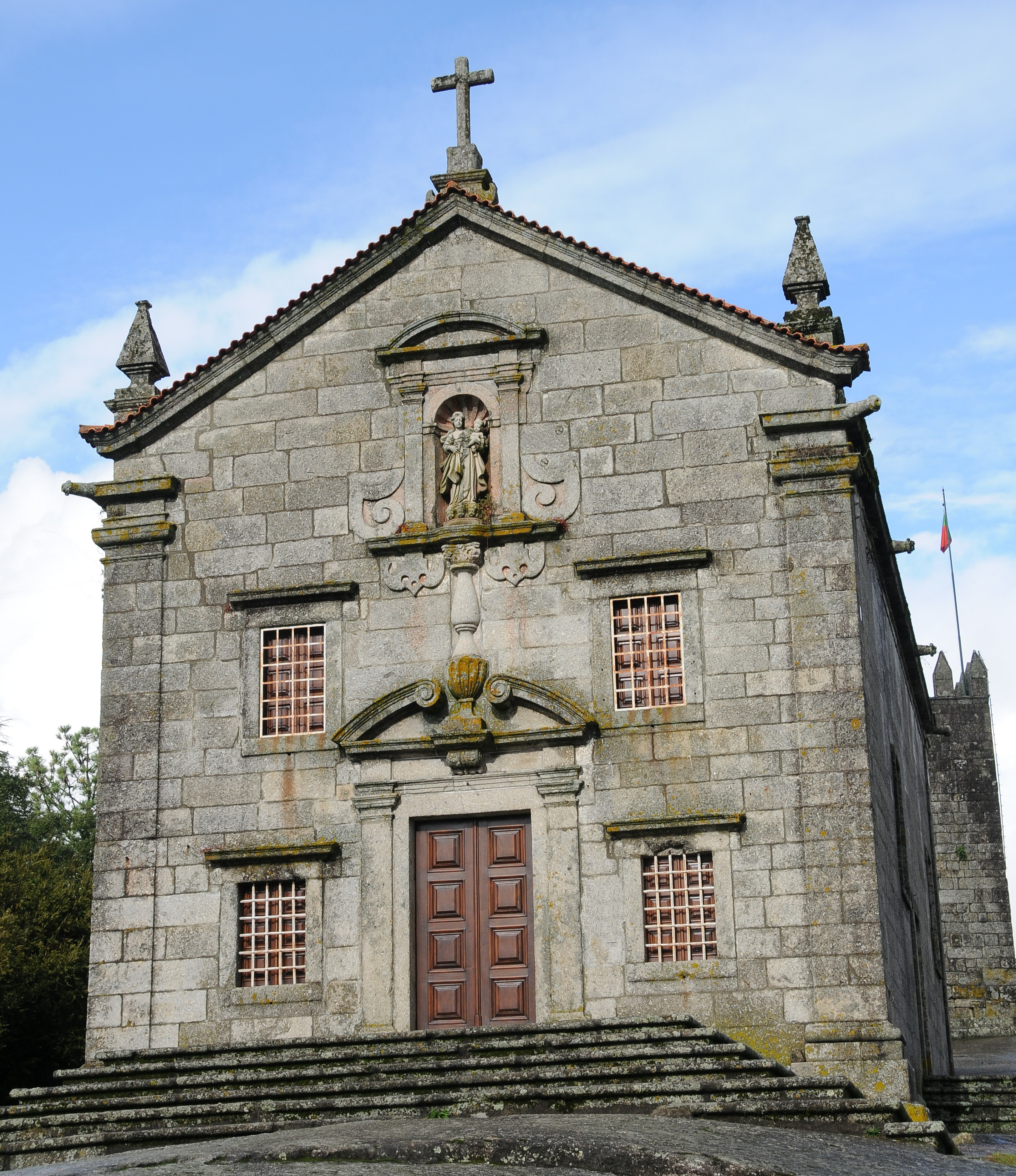
Храм Богоматери Пиларской.

В замке Линьозу нашла защиту Тереза де Леон, вдова графа Энрике Португальского (1093—1112) и мать Афонсу Энрикеша, когда против неё выступили сторонники её сводной сестры, Урраки Кастильской. В окружении войск Урраки (1121) Тереза согласилась заключить соглашение — «Договор в Ланьозу», — что позволило её сохранить себе жизнь. Позже Тереза вернулась в замок по совету сына, который после битвы при Сан-Мамеде (1128) хотел, чтобы Тереза была в безопасности.
В конце XII — начале XIII века замок был реконструирован и стал крепостью регионального масштаба.
В XIII веке замок стал местом трагедии. Его комендант Руй Гонсалвеш Перейра, прадед коннетабля Нуну Альвареша Перейры, будучи в отъезде, узнал о супружеской неверности его жены, Инес Санчес, встречавшейся в отсутствие мужа с послушником монастыря в Бору. Вернувшись в замок, Перейра приказал заблокировать ворота и поджечь крепость, в результате чего Инес и её любовник погибли. Согласно легенде, никто из обитателей замка не смог избежать смерти, даже домашние животные.
По мере укрепления самостоятельности Португалии замок терял своё стратегическое значение и постепенно приходил в запустение. В конце XVII века Андре да Силва Машаду, богатый купец из Порту, решил построить точную копию Храма Иисуса в Браге. Для этого он получил разрешение на снос старого замка и повторное использование камня, чтобы построить храм в честь Богоматери Пиларской (1680). В итоге ценой сноса части барбакана и стены был построен храм, ставший местом паломничества.

## XX век
16 июня 1910 года руины замка были объявлены национальным памятником.
Вмешательство государства позволило с 1938 года развернуть работы по реконструкции и восстановлению замковых построек. Археологические раскопки позволили обнаружить останки двух башен, главной башни, а также подъездной дороги к замку. Совсем недавно городской совет провел реконструкцию интерьера донжона, после чего замок был открыт для публики (1996).
В настоящее время, помимо средневекового замка, который предлагает небольшую выставку с археологическими экспонатами, туристы могут посетить Храм Богоматери Пиларской и городище Ланьозу.

## Архитектура
Замок достигает высоты 385 метров над уровнем моря и имеет форму неправильного восьмиугольника. С южной стороны стена имеет ворота, рядом донжон и две четырёхугольных башни с зубцами. В восточном секторе замка сохранились руины трех башен.
Стены составляют около десяти метров в высоту и около метра в толщину. Внешнюю линию стен защищал барбакан с въездными воротами.